# Заленже (Мазовецьке воєводство)
Заленже (пол. Załęże) — село в Польщі, у гміні Вечфня-Косьцельна Млавського повіту Мазовецького воєводства.
Населення — 109 осіб (2011).
У 1975-1998 роках село належало до Цехановського воєводства.

## Демографія
Демографічна структура станом на 31 березня 2011 року:
|          | Загалом | Допрацездатний вік | Працездатний вік | Постпрацездатний вік |
| -------- | ------- | ------------------ | ---------------- | -------------------- |
| Чоловіки | 56      | 14                 | 38               | 4                    |
| Жінки    | 53      | 10                 | 31               | 12                   |
| Разом    | 109     | 24                 | 69               | 16                   |